# Silene kirgisensis
Silene kirgisensis är en nejlikväxtart som beskrevs av M.S. Baitenov och Nelina. Silene kirgisensis ingår i släktet glimmar, och familjen nejlikväxter. Inga underarter finns listade i Catalogue of Life.